# SimCity (jogo eletrônico de 2013)
SimCity é um jogo de computador de simulação e construção de cidade desenvolvido pela Maxis, subsidiária da EA, lançado em 5 de março de 2013 (versão para OS X prevista para 27 de agosto de 2013), no qual o jogador constrói e administra uma cidade. Faz parte da série SimCity, sendo o sexto jogo lançado,.
O jogo é considerado como um recomeço da franquia. SimCity utiliza um novo motor gráfico denominado Glassbox, permitindo uma simulação mais detalhada do que em jogos anteriores. Ao longo de seu desenvolvimento, SimCity recebeu elogios da crítica por seu novo motor e jogabilidade, no entanto algumas publicações criticaram a autenticação permanente com a internet, com a qual é armazenado jogos salvos e permite aos jogadores compartilhar recursos.

## Jogabilidade
Ao contrário dos jogos anteriores da série, SimCity terá ruas com curvas e áreas de zoneamento que podem adaptar-se a diferentes tipos de estradas. O jogo também contará com as zonas residencial, comercial e industrial.
As cidades são ligadas por meio de redes regionais predefinidas como rodovias, ferrovias e hidrovias. Tráfego de carros e a poluição do ar serão visíveis entre as cidades.
Inspirado pelo Google Maps, infográficos são mostrados para o jogador de uma forma mais compreensível do que em versões anteriores do jogo. Animações da eficiência da cidade podem ser acessadas a qualquer momento em que o jogador desejar.

Muitos recursos no jogo são finitos. Alguns são renováveis, tais como a água do solo. Segundo o engenheiro Dan Moskowitz, "Se você construiu uma cidade inteira baseada na extração de um determinado recurso, quando esse recurso se esgotar sua economia entrará em colapso".
Os jogadores serão capazes de especializar suas cidades em diversos setores econômicos, como industrial, turístico, educacional, ou outros. O jogo também contará com uma economia global. Os preços dos principais recursos como petróleo ou dos alimentos vão flutuar em função da oferta e procura.

### Online
Uma das principais características do novo SimCity é o seu modo online. Em uma região é possível ter 16 pessoas, e não exigir a presença simultânea dos jogadores. Também será possível trocar recursos entre as cidades e construir um "objetivo em comum",  que beneficiaria a todos.

## Lançamento
SimCity foi lançado inicialmente para Microsoft Windows na América do Norte em 5 de março de 2013, disponível através de download  pelo Origin. O lançamento foi recebido com críticas negativas, muitos usuários relataram demora, desconexões e perda de dados de jogos salvos. Algumas publicações acusaram a autenticação permanente do jogo com a Internet como a raiz dos problemas. A EA Games respondeu que resolverá o problema adicionando servidores adicionais e disponibilizando um patch que desabilita "recursos não críticos de jogo".
Em 8 de março de 2013, a EA Games declarou que não vai oferecer restituições para os compradores. Em vez disso, será oferecido gratuitamente ao usuário um jogo como compensação dos problemas técnicos.

## Espaço limitado
Muitas inovações foram feitas no game, junto com as inovações, vieram algumas novidades no gerenciamento de cidades, e uma, especialmente, que não agradou a grande maioria, e que é o motivo principal dos jogadores de darem preferência aos títulos mais antigos, é o seu espaço disponível para a construção das cidades.
Esse espaço é minúsculo, e chega a ser impossível construir todos os edifícios disponíveis no game em uma cidade apenas, o que torna a jogabilidade um tanto desconfortável ao jogador com o passar do tempo.
Em um certo momento, não há mais o que fazer numa cidade, o que faz o jogador abandoná-la e construir outras, esse processo é um tanto decepcionante, e distorce totalmente da proposta dos seus antecessores

## Recepção
Após o lançamento, SimCity foi recebido com uma recepção negativa dos críticos profissionais. Os problemas em torno do lançamento influenciaram a opinião dos críticos e comentários sobre o jogo. Eurogamer, CNET, e IGN atrasaram suas críticas devido a incapacidade em se conectar aos servidores do jogo.